# 歩兵の戦術
歩兵の戦術（ほへいのせんじゅつ、英: Infantry minor tactics、もしくはIndividual Movement Techniques）は、歩兵を戦闘において運用する戦術である。

## 概説

### 定義
元来戦術という概念は一個の戦闘を指導し、部隊を運用する技術を指すのであり、個々の歩兵の機動や射撃についての行動を指導するものではない。ゆえに英語では個人運動技術（Individual Movement Techniques, IMTs）と呼ばれる場合がより多い。ただし、ここでは一般的な戦術における下位概念の戦術という意味として、歩兵戦術という言葉を用いる。

### 意義
歩兵とは個人が小銃などで武装し、主に徒歩で作戦行動を行う陸軍の兵科の一種である。陸上戦闘において歩兵は、戦車や砲兵が活躍している現代戦においても重要な役割を担っており、また自動車化部隊や空挺部隊などの発展も見せている。歩兵は銃の射程内において敵と交戦し、また閉鎖的な特殊地形での近接戦闘、また肉迫した白兵戦でも柔軟に運用することが出来る。特に森林・市街地・山岳・建築物室内などの特殊地形における戦闘では徒歩行軍が主な移動手段となるために、歩兵部隊がなくては作戦行動が成立しない。

### 原則
陣地防御などの防御行動を行う状況を除き、歩兵戦術の中核となっているのは「射撃と運動（ファイア・アンド・ムーブメントfire and movement）」という原理である。射撃と運動とは射撃と運動を相互かつ交互に連携させることによって機動的に運用する教義である。歩兵部隊の射撃と運動は基本交戦単位となる分隊を「射撃班」と「機動班」に分割して行う。まず射撃班が敵の行動を妨げるための制圧射撃を行い、機動チームはその隙に迂回・包囲し敵の側面・後衛に突撃・火力攻撃を加え殲滅する、というものである。現代の陸軍のほとんどはこの思想を受け入れており、部隊の編成・装備・訓練もこれに則っている。

## 歴史
歩兵戦術の歴史は軍事思想史や軍事技術史と発展を共にしており、その変化は騎兵戦術や砲兵戦術の歴史とも関連している。

### 密集の時代
戦力を陣形に整えて運用することは初期の戦術的な挑戦として歴史的に広く行われていたことであり、刀剣類で武装した歩兵も例外ではなかった。
古代では飛び道具（弓、石）、騎兵、歩兵が主力であったことから、これらを運用する手法が考案された。
紀元前3世紀にはマケドニアでファランクスと呼ばれる戦闘教義が開発され、歩兵4000名を16列に横隊で展開した。またこの後に古代ローマで発明されたレギオンは120名程度から正面を20名で6列の中隊を最小単位とし、4個中隊で1個大隊、10個大隊で1個のレギオンを編制した。そして10個中隊をやや間隔を空けて350メートルの正面に横隊で展開し、真ん中の一列を9個としてこれを75メートル間隔で三列に構えた。この間隔は戦術的な要求から隊形の戦力密度を上げる場合や、戦術機動のためであった。このように歩兵は密集隊形で運用され、刀剣類などの武装による突撃や陣地防御、占領などを行っていた。騎兵は歩兵の左右に配置されて戦況に応じて歩兵と連携して敵を打撃した。騎兵や飛び道具対策としてテストゥドのような防御を重視した隊形も考案された。

## 隊形
歩兵部隊が機動する場合、その隊形は適当な隊形に展開されなければならない。

### 縦隊
基本的な移動時の歩兵部隊は縦隊であり、これは非常に狭い通路などでの移動で用いられる。これは部隊を整列させて先頭に立つ兵員のすぐ後ろに部隊長が位置して指揮する隊形となる。隊形の混乱が生じにくく、指揮官が状況と部隊を掌握しやすい。

### 横隊
横隊とは正面に対して横に広く展開した隊形であり、これは開けた地形において戦闘を行う場合の基本的な戦闘隊形である。正面に対して火力や打撃力を発揮しやすい隊形であるが、左右に伸長しているために隊形が混乱しやすい。

### 傘型隊形
また傘型隊形は逆V字に分隊を配置し、先頭に分隊長が立つ隊形であり、前方及び側面に対して警戒を行いながら機動する際に有効である。

### 散開隊形
散開隊形はどれも10メートルの間隔を持って形成されなくてはならず、敵の機関銃・迫撃砲・火砲の一撃で全滅しないように注意が必要である。

## 戦技要領

### 射撃
現代の交戦で最も基本的な武器となるのは銃である。歩兵は目標に対して確実に射撃できるだけでなく、部隊として連携して射撃ができるようにも訓練される。戦闘で用いられる射撃術は基本的なトリガーコントロールや姿勢、照準だけでなく、再装填テクニック、姿勢転換、夜間射撃などが含まれており、基本的な射撃術よりも応用的な技術が求められる。
分隊射撃としては、敵の機動や射撃などの行動を封じ込め、上記の機動チームの機動の安全を確保するための射撃は「制圧射撃」と呼ばれ、煙幕を張ることもこの制圧射撃に含まれると考えられている。
また一点の掩蔽や目標に対して分隊射撃を行う場合は「集中射撃」、敵の位置がはっきりと確認できない場合、大まかに位置を予想し、広範囲の地域を分担して射撃を加える分隊射撃は「地域射撃」と呼ばれる。
銃器は最も基本的な武器であり、これを効率的に用いることは絶対に必要なことであると考えられている。射撃は目標の位置や動きによっていくつかに分類できる。これらはその場に応じて使い分けられる。

### 機動
近代以降の歩兵はそのほとんどが装甲兵員輸送車やトラック、ヘリコプターなどで移動することが一般的になっており、地域間の機動力は非常に高まっている。しかし戦場において歩兵が十分に戦闘力を発揮するためには下車し、徒歩で機動しなければならない。歩兵の機動は一定の論理に基づいており、状況に応じて隊形や移動ルート、姿勢、チームワークのパターンに従って機動が行われなくてはならない。基本的に、まず壁や壕、くぼ地などのあらゆる遮蔽物を活用し、銃火にさらされる時間を可能な限り縮めなければならない。そして、どうしても敵に姿を見せなければ移動できない場合は次に移動する場所を予め決め、すばやく低姿勢で2～5秒程度で隠れなければ、敵の狙い撃ちを受ける危険性が高まる。

### 部隊移動
部隊として移動する場合は隊形を組んで相互に掩護しながら移動する。その方式には以下のようなものがある。
- 一挙前進：比較的安全な地域で遠距離を迅速に移動する際に用いられる方法である。それぞれの射撃班が15メートルから20メートルの間隔を前後に空けて全員で前進する。
- 一斉前進：警戒が必要な地域において迅速に移動する際に用いられる方法である。それぞれの分隊、射撃班の間隔を50メートル程度空けて全員で前進する。先行する部隊が攻撃を受けた場合、速やかに後続の部隊が戦術行動を展開できる。
- 継続躍進：戦闘において用いられる移動方法である。二個の射撃班が移動、片方が支援を交代に行いながら前進する基本的な戦術行動である。支援を行う射撃班は移動中の班が攻撃を受けそうになった場合、即座に射撃で応戦し、敵の行動を妨害する。この間にもう片方の班は移動を行い、目標位置まで移動を行い、今度は支援役として相手を抑える。その間に今度はもう片方が移動する。この継続躍進は現代の歩兵部隊戦術において中核的なものとなっている。

### 匍匐（ほふく）
匍匐は銃火に身を晒さない比較的に安全な移動方法である。低姿勢匍匐(Low Crawl)と高姿勢匍匐(High crawl)に大別される。
- 低姿勢匍匐：体が最も平たくなる匍匐移動である。地面に腹ばいになり、利き手で銃の前方のスリング・スイヴェルの真下を握り、フロント・ハンドガードを前腕に載せる。その姿勢で両手を前に伸ばし、片足をひきつけ、次にひきつけた片足を伸ばしながら両手をひきつける。この動作を繰り返すことで進むことができる。背が低い遮蔽物の後ろを移動する際にはこの匍匐で移動する。

- 高姿勢匍匐：基本的な動作は幼児のハイハイとほぼ同様である。体の前で銃を水平にし、両腕で支えて銃口が地面に触れないように持つ。移動の際には膝を交互に引き付けながら移動する。

### 静粛移動
その移動が敵に察知されないように行われる移動である。ただし体力の消耗が激しく、時間もかかる。一歩を踏み出す時は足を高く上げ、上げた足は爪先から下ろして、障害物がない足場を探し、安定した場所に足を静かに下ろし、完全に着地してから体重を移す。

### 早駈け
静止した状態から突発的な高速の移動である。遮蔽物の間を移動する場合にしばしば用いられる。まず匍匐の体勢から次に移動する場所を決める。そして両腕と片足を引き付け、ひきつけた片足で一気に蹴り出して走る。止まる時には両足から揃えて下ろし、そのまま両膝を突いてから前に倒れる。そして直ちに伏射の姿勢に移る。

### 偽装
偽装（camouflage）、隠蔽（concealment）及び囮（decoy）は、敵の情報収集活動の阻害、味方の行動の秘匿、戦闘における生存率向上を目的とした一連の活動、またはその技術である。装備や陣地、兵士を偽装し、隠蔽することで敵が得られる情報を不完全なものにすることによって、敵が得られる情報を制限することができれば、戦術的に優位に立てる。
また交戦においても個々の歩兵の生存を守ってくれる。偽装を行う際は地形や天候だけでなく、季節や色や輪郭線にも気をつけ、視認性を低めるようにすることが重要であると考えられている。直線をぼかし、服装や肌の色を周囲の環境に合わせ、光を避けて物陰に潜み、装備が金属音や物音を立てないようにしなければいけない。また、偽の戦闘陣地などで敵戦力を誘導することもできる。迷彩服は最も基本的な歩兵の偽装であり、各国が独自に迷彩のパターンを研究している。森林などにおいては緑のフェイスペイントをつけ、枝葉で体の輪郭を隠せば視認性が低下する。

### 野戦築城
築城（戦闘において地形上優位を確保するための陣地や塹壕や土塁などの建設の総称）によって地形における優位を確保することは、戦闘という混乱した状況において歩兵の生存率を確実に引き上げる。地雷原を設置し、警戒用のワイヤを張り、壕を掘り、バリケードを築き、重要地点に銃座を接地し、さらに掩蔽した交通路を確保すれば多少敵の戦力が量的に大きくても抗戦が可能である。一般論的には敵の三分の一の兵力でも築城が的確に行われていれば、対抗できると考えられている。歩兵はこの陣地の設営の仕方を訓練で叩き込まれる。陣地の前方は見晴らしがよく、また陣地の深さは最低でも50cm程度の深さが必要である事、また偽装をしっかりと施し、他の戦闘陣地と射撃区域を分担する事で効率的に攻撃をするなどのあらゆるノウハウが歩兵に要求される。

## 戦闘行動

### 攻撃
攻撃を実行に移す場合、まず攻撃を十分に準備し、後方への連絡・移動の自由を確保し、敵火砲・航空戦力に対する装備を整え、敵の反撃に対しても備えておく。戦闘においては、部隊を展開させ、防御陣地の手前に設置されている警戒陣地を速やかに攻略する。警戒陣地を占領すれば敵の防御陣地についてより詳細な情報を得ることが望める。さらに主要陣地に対して地形・気象を利用して接近し、火砲・機甲部隊・航空戦力に敵情を報告し、本格的な突破が円滑に行われるように努める。突破を試みるにあたっては火砲・航空戦力の統一的な攻撃が実行され、主要陣地の火力点・障害物を徹底的に破壊する。これが不十分な場合、続く突撃が失敗する危険性が高まる。また突破を試みつつも迂回を行い、敵戦力を分散・減衰させる。

### 防御
防御に関しては、1ヶ所を守り抜く「死守」タイプと地域を守る「領域守備」タイプの2つの形式がある。

### 追撃
尾行したりして攻撃する。

### 退却
戦況が悪化、又は戦略的に退却を前提とした攻撃（遊撃等）の場合自軍を後退させる行為である。

## 装備

### 装甲兵員輸送車
装甲兵員輸送車(APC)は歩兵部隊の移動能力を飛躍的に向上させ、機動力を高める。特に戦車部隊などと連携するときなど、長距離を高速で移動する際には、戦車の速度を損なわずに全体として同時に移動することができ、作戦運用上非常に効率的である。

## 諸兵科連合
戦闘における戦車や航空機といった兵器の役割は限定的なものであり、相互依存的な関係である。ゆえにそれらと連携を保ちながら戦術行動を展開することが必須ものもとなる。

### 砲兵
砲兵部隊は敵の戦闘陣地や部隊の集結地点、補給拠点など固定的な目標に対して大規模かつ効果的に損害を与えることが可能である兵科である。代表的な後方からの火力支援であり、陸上戦闘において戦局を左右する決定的な火力となりうる。火砲の攻撃から逃れることは極めて難しく、強固な戦闘陣地でも破壊されるため、敵の防衛線を破壊する際には、歩兵や戦車部隊の侵攻に先立って攻撃が行われる。

### 機甲
機甲部隊は陸上戦闘において高度な機動力と打撃力を持つ戦車で武装した部隊であり、戦闘陣地や火砲など固定された目標に対して大きな効果を挙げることができ、また機動力を有する兵器（敵戦車等）に対しても最も有効な対抗戦力である。しかし歩兵部隊との強固な連携がなければ、複雑な市街地、林間道路など、視界の悪い地形に進入することは戦車の特性上難しい。戦車の視界は歩兵より更に悪く、歩兵の援護が無しに単独で突進すれば、市街地に潜伏したり林間で擬装した敵の歩兵携行対戦車ミサイルや対戦車ロケット（いわゆるバズーカ砲等）によって大きな被害を受けるからである。歩兵にとっては、戦車は高い機動力と火力を持ち合わせているので、戦術展開における火力的な優位を保つことが可能である。歩兵を狙う敵の機関銃陣地や火砲などを戦車が撃破してくれるからである。戦場においては戦車部隊は歩兵部隊と緊密な連携をとり、共に行動する。